# Ingeborg Drewitz

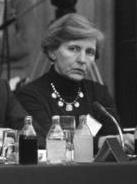
Ingeborg Drewitz 1981

Ingeborg Drewitz (* 10. Januar 1923 in Berlin als Ingeborg Neubert; † 26. November 1986 in West-Berlin) war eine deutsche Schriftstellerin.

## Leben
Ingeborg Neubert absolvierte ihr Abitur 1941 an der Königin-Luise-Schule in Berlin-Friedenau und arbeitete zunächst in einem Betrieb. Danach nahm sie ein Studium der Germanistik, Geschichte und Philosophie auf und promovierte am 20. April 1945 an der Friedrich-Wilhelms-Universität, der heutigen Humboldt-Universität zu Berlin über den Dichter Erwin Guido Kolbenheyer.
Sie heiratete 1946 ihren Jugendfreund Bernhard Drewitz, mit dem sie drei Töchter bekam.
Als Autorin sah sie sich der Aufklärung verpflichtet und setzte sich mit der Nachkriegsgeschichte Deutschlands ebenso auseinander wie mit der gesellschaftlichen Stellung der Frau in Vergangenheit und Gegenwart. Laut Knaurs Lexikon der Weltliteratur (3. Auflage 1995) „gestaltet sie in ihrem literarischen Werk die Verlassenheit des modernen Menschen und sein Unvermögen, auf den Mitmenschen einzugehen, sowie die Problematik, die Individualität im genormten Leben zu bewahren. Dabei stehen in ihrem Werk Probleme der Frau im Mittelpunkt.“  Ihr Drama Alle Tore waren bewacht, das 1955 seine Uraufführung hatte, befasste sich als erstes deutsches Theaterstück mit den Bedingungen in Konzentrationslagern.  Als ihr erfolgreichster Roman gilt Gestern war heute: Hundert Jahre Gegenwart (1978), der drei Frauengenerationen des 20. Jahrhunderts in den Mittelpunkt stellt.
Neben zahlreichen Lesereisen durch Europa, Afrika und den USA nahm sie u. a. auch von 1973 bis 1980 Lehraufträge an dem Institut für Publizistik der Freien Universität Berlin wahr. 1981 schrieb sie die Einführung von Gunther Tietz’ Lyrikband Die Verteidigung der Schmetterlinge. Ein Jahr vor ihrem Tod war sie noch Jury-Mitglied beim Ingeborg-Bachmann-Wettbewerb in Klagenfurt.

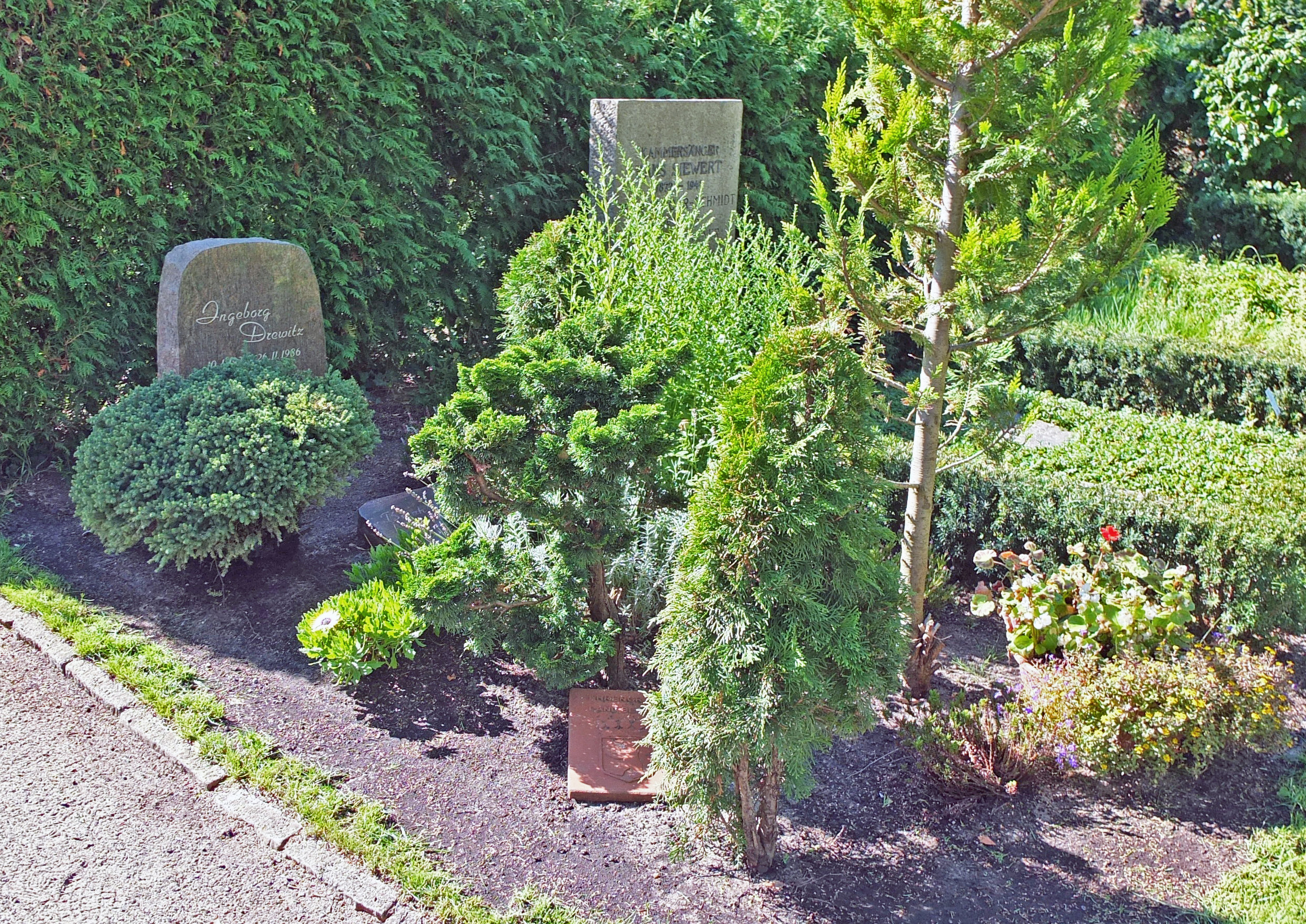
Grab von Ingeborg Drewitz auf dem Friedhof Zehlendorf in Berlin

Für ihr literarisches Werk wurde sie mit höchsten Auszeichnungen und auch postumen Ehrungen bedacht.
Ingeborg Drewitz starb 1986 im Alter von 63 Jahren in Berlin an den Folgen eines Krebsleidens. Ihr Grab befindet sich auf dem Friedhof Zehlendorf. Auf Beschluss des Berliner Senats ist die letzte Ruhestätte von Ingeborg Drewitz (Feld 31-W-247) seit 1990 als Ehrengrab des Landes Berlin gewidmet. Die Widmung wurde im Jahr 2016 um die übliche Frist von zwanzig Jahren verlängert.
Die Privatbibliothek von Ingeborg Drewitz befindet sich in der Akademie der Künste Berlin.

## Gesellschaftspolitisches Engagement
Von ihrer Sozialkritik als Autorin leitete sie ihr gesellschaftspolitisches Engagement ab. Für zentral in einer demokratischen Gesellschaft hielt sie die Emanzipation von Frauen und ihr Mitarbeit in der Öffentlichkeit, und so trat sie insbesondere für Autorinnen ein. "Mich hatte es immer interessiert, warum in der Bundesrepublik - und im Widerspruch zum Grundgesetz - die Frauen im öffentlichen Wirken so abseits standen."
1966 wurde Drewitz zur Vorsitzenden des Schutzverbandes Deutscher Schriftsteller (SDS) gewählt. Sie war Mitbegründerin des Verbandes deutscher Schriftsteller (VS) und mit einer Unterbrechung von 1969 bis 1980 dessen stellvertretende Vorsitzende.  In dieser Funktion war sie 1973 Mitbegründerin des Berliner Autorenvereins Neue Gesellschaft für Literatur und organisierte 1977 in Berlin den ersten Kongress Europäischer Schriftstellerverbände. Als Vizepräsidentin des deutschen P.E.N.-Zentrums sowie als VS-Vorsitzende trat sie u. a. für die innerdeutsche Entspannung ein. Dabei arbeitete sie mit dem Präsidiumsmitglied des P.E.N.-Zentrums, Hanns Werner Schwarze, zusammen. Des Weiteren war sie Mitbegründerin des PEN-Clubs in Portugal und hielt dort Vorlesungen über deutsche Literatur. Sie war Mitbegründerin der Verwertungsgesellschaft Wort (VG Wort) und einer Autorenbuchhandlung in Berlin. 1979 war sie Jurorin des Dritten Russell-Tribunals in Frankfurt-Harheim, das Menschenrechtsverletzungen in der Bundesrepublik Deutschland anprangerte.
Besondere Anerkennung fand ihr Engagement innerhalb von amnesty international sowie ihr Einsatz für Literaturprojekte von Inhaftierten, die z. B. durch ihre Herausgebertätigkeit Chancen bekamen, publiziert zu werden. 1985 hat sie sich auf dem evangelischen Kirchentag in Düsseldorf mit Exegesen zu Paulus-Texten aus dem Neuen Testament eingebracht. Kurz vor ihrem Tod ist sie noch dem evangelisch orientierten Radius Verlag als Gesellschafterin beigetreten.
Nach Ingeborg Drewitz sind unter anderem zwei Preisstiftungen benannt.

## Werke

### Dramen
- Unio mystica – ein Spiel. 1949
- Alle Tore werden bewacht. 1955

### Hörspiele
- Das Labyrinth. 1962
- Der Mann im Eis. 1976 ISBN 3-15-009834-3
- Hörspiele. Atelier im Bauernhaus, Fischerhude 1977

### Erzählungen
- Und hatte keinen Menschen. Eckart-Verlag, Berlin/Witten 1955
- Im Zeichen der Wölfe. Sachse & Pohl, Göttingen 1963 (enthält u. a. Der Hund)
- Eine fremde Braut. Erzählungen. Claudius-Verlag, München 1968
- Der eine, der andere. Stuttgart: Werner Gebühr 1976. Neuausgabe: Goldmann TB 6386, 1981, ISBN 3-442-06386-8
- Bahnhof Friedrichstrasse. Hrsg. von Agnes Hüfner. Claassen, Hildesheim 1992, ISBN 3-546-00021-8

### Romane
- Der Anstoß. Schünemann, Bremen 1958
- Das Karussell. Sachse & Pohl, Göttingen 1969
- Gestern war heute: Hundert Jahre Gegenwart. Claassen, Düsseldorf 1978, ISBN 3-546-42185-X. Zahlreiche Neuausgaben.
- Oktoberlicht oder Ein Tag im Herbst. Nymphenburger, München 1969. Neuausgabe: Fischer TB 5479, Frankf./M. 1983, ISBN 3-596-25749-2
- Wer verteidigt Katrin Lambert? Stuttgart: Werner Gebühr 1974. Neuausgabe: Fischer TB 1734, Frankf./M. 1976, ISBN 3-596-21734-2
- Das Hochhaus. Stuttgart: Werner Gebühr 1975. Neuausgabe: Goldmann TB 3825, München 1979, ISBN 3-442-03825-1
- Eis auf der Elbe. Tagebuchroman. Claassen, Düsseldorf 1982, ISBN 3-546-42188-4. Neuausgabe: Goldmann TB 6740, München 1984, ISBN 3-442-06740-5
- Eingeschlossen. Claassen, Düsseldorf 1986. Neuausgabe: Goldmann TB 8947, München 1988, ISBN 3-442-08947-6

### Autobiographische Prosa
- Mein indisches Tagebuch. Radius-Verlag, Stuttgart 1983. Neuausgabe: Rowohlt, rororo 7993, Reinbek 1986, ISBN 3-499-17993-8
- Hinterm Fenster die Stadt. Aus einem Familienalbum. Claassen, Düsseldorf 1985. Neuausgabe: Goldmann TB 9205, München 1988, ISBN 3-442-09205-1
- Lebenslehrzeit. Autobiographie 1932-1946. Radius-Verlag, Stuttgart 1985, ISBN 3-87173-706-2
- Die ganze Welt umwenden: ein engagiertes Leben. Claassen, Düsseldorf 1987. Neuausgabe: Goldmann TB 9391, München 1989, ISBN 3-442-09331-7

### Sachbücher
- Die dichterische Darstellung ethischer Probleme im Werke Erwin Guido Kolbenheyers. Univ. Diss., Berlin 1945
- Berliner Salons: Gesellschaft und Literatur zwischen Aufklärung und Industriezeitalter. Haude & Spener, Berlin 1965, Schriftenreihe: Berlinische Reminiszenzen Band 7.
- Leben und Werk von Adam Kuckhoff. Friedenauer Presse, Berlin 1968
- Bettine von Arnim. Romantik – Revolution – Utopie. Biographie. Diederichs, Düsseldorf/Köln 1969, Claassen, Hildesheim 1992, ISBN 3-546-00025-0
- Zeitverdichtung: Essays, Kritiken, Portraits; gesammelt aus 2 Jahrzehnten. Europaverlag, Wien/München/Zürich 1980, ISBN 3-203-50745-5
- Kurz vor 1984. Radius-Verlag, Stuttgart 1981
 Gekürzte Neuausgabe: 1984 – am Ende der Utopien: Literatur und Politik; Essays. Goldmann TB 6699, München 1984, ISBN 3-442-06699-9
- Schrittweise Erkundung der Welt. Reise-Eindrücke. Europaverlag, Wien u. a. 1982, ISBN 3-203-50745-5
- Unter meiner Zeitlupe. Porträts und Panoramen. Europaverlag, Wien u. a. 1984
- Junge Menschen messen ihre Erwartungen aus, und die Messlatten stimmen nicht mehr – die Herausforderung: Tod. Radius-Verlag, Stuttgart 1986, ISBN 3-87173-724-0

### Herausgeberschaft
- Städte 1945. Bekenntnisse und Berichte. Diederichs, Düsseldorf/Köln 1970
- Die Literatur und ihre Medien: Positionsbestimmungen. Diederichs, Düsseldorf u. a. 1972
- Schatten im Kalk: Lyrik und Prosa aus dem Knast. Radius-Verlag, Stuttgart 1979, ISBN 3-87173-547-7
- Hoffnungsgeschichten. GTB-Siebenstern, Gütersloh 1979
- Märkische Sagen. Berlin und die Mark Brandenburg. Eugen Diederichs Verlag, Düsseldorf 1979, ISBN 3-424-00658-0 (diverse spätere Neuauflagen)
- Mut zur Meinung. Gegen die zensierte Freiheit. Fischer TB 4202, Frankf./M. 1980 (Hrsg. mit Wolfhart Eilers)
- Strauss ohne Kreide: ein Kandidat mit historischer Bedeutung. Rowohlt (rororo Aktuell 4637), Reinbek 1980
- So wächst die Mauer zwischen Mensch und Mensch: Stimmen aus dem Knast und zum Strafvollzug. Wirtschaftsverlag NW Edition die Horen, Bremerhaven 1980, ISBN 3-88314-115-1
- Gunther Tietz: Die Verteidigung der Schmetterlinge. Lyrik und Prosa. Band 1 der Reihe: Dichtung im ausgehenden Zwanzigsten Jahrhundert. Radius-Verlag, Stuttgart 1981, ISBN 3-87173-586-8
- Die zerstörte Kontinuität – Exilliteratur und Literatur des Widerstandes. Europaverlag, Wien u. a. 1981
- Wortmeldungen. Deutsche Autoren und ihr Verhältnis zu den Türken. Ararat, Berlin 1983
- Abstellgleise. Eine Anthologie. Neuer Malik, Kiel 1987

## Auszeichnungen
- 1963: Ernst-Reuter-Preis
- 1970: Georg-Mackensen-Literaturpreis
- 1973: Verdienstkreuz 1. Klasse der Bundesrepublik Deutschland[9]
- 1980: Ida-Dehmel-Literaturpreis, Carl-von-Ossietzky-Medaille
- 1981: Gerrit-Engelke-Preis
- 1983: Evangelischer Buchpreis
- 1985: Hermann-Sinsheimer-Preis
- 1986: „Premio Minerva“ des „Club delle donne“ für ihre „sozialen und politischen Kämpfe zugunsten der Frauen und der Menschlichkeit“; verliehen am 24. November 1986 im Theater Argentina in Rom[10]

## Postume Ehrungen

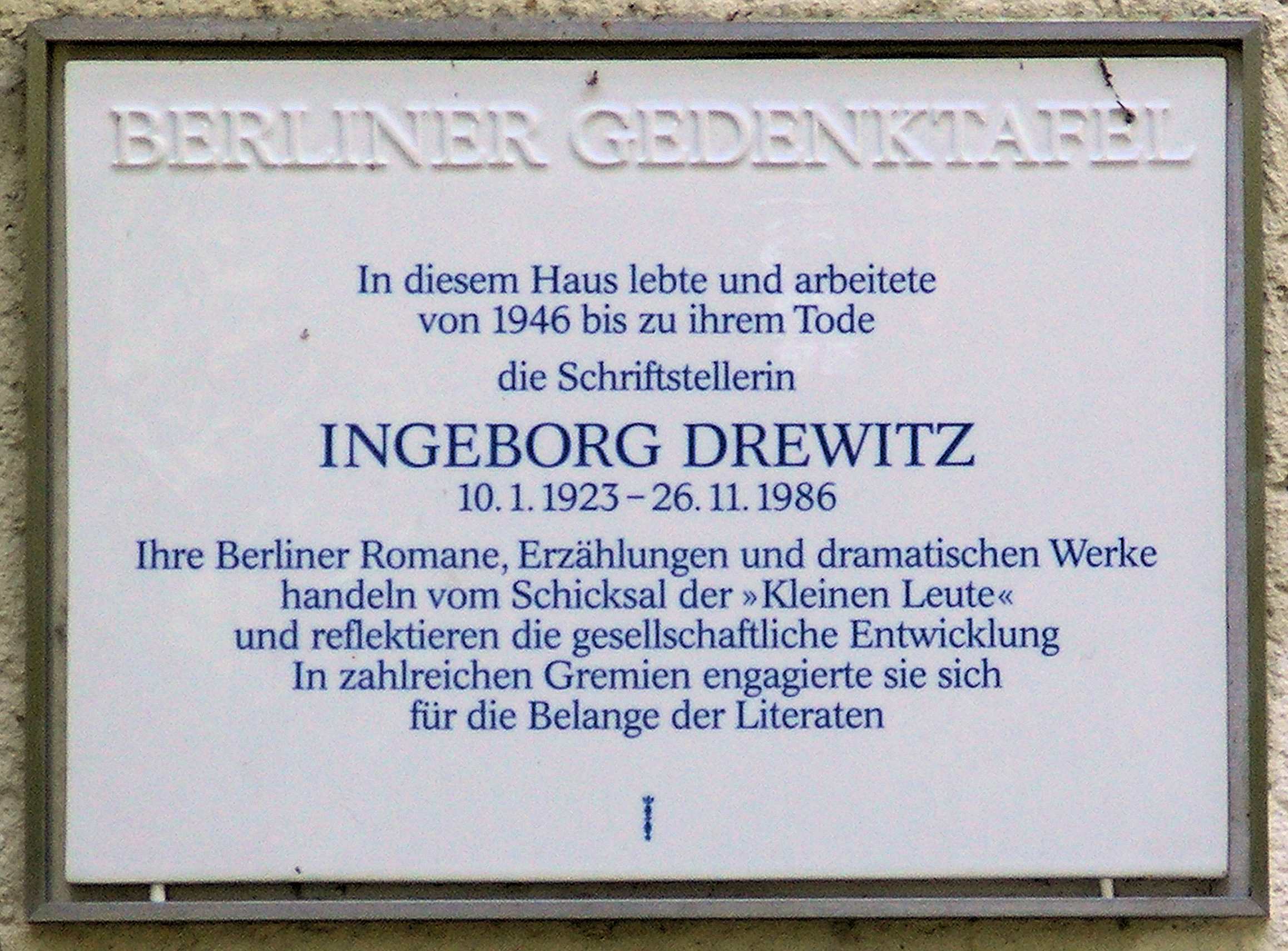
Gedenktafel am Haus Quermatenweg 178 in Berlin-Zehlendorf

- Berliner Gedenktafel am Haus Quermatenweg 178 in Berlin-Zehlendorf:

In diesem Haus lebte und arbeitete von 1946 bis zu ihrem Tode die Schriftstellerin Ingeborg Drewitz. Ihre Berliner Romane, Erzählungen und dramatischen Werke handeln vom Schicksal der „Kleinen Leute“ und reflektieren die gesellschaftliche Entwicklung. In zahlreichen Gremien engagierte sie sich für die Belange der Literaten.

### Benennungen
- Im Regierungsviertel in Berlin-Mitte: Ingeborg-Drewitz-Allee
- In Berlin-Steglitz: Ingeborg-Drewitz-Bibliothek[11]
- In Gladbeck: Ingeborg-Drewitz-Gesamtschule[3]
- In Freiburg: Ingeborg-Drewitz-Allee
- In Böblingen: Ingeborg-Drewitz-Hof
- In Hannover: Ingeborg-Drewitz-Gang

### Preisstiftungen
- Ingeborg-Drewitz-Literaturpreis für Gefangene[12]
- Ingeborg-Drewitz-Preis[13] zeichnet besonderes Engagement für die Menschenwürde aus